# Denobulan
De Denobulanen zijn een fictief mensachtig ras uit de serie Star Trek en kwamen voor het eerst voor in de serie Star Trek: Enterprise. De soort is afkomstig van een overbevolkte planeet uit het Denobula Triaxa-stelsel met 12 miljard inwoners op één continent. De bekendste Denobulaan uit de Star Trekseries is Dr. Phlox.
Denobulanen hebben ribbels op het gezicht en hebben een geschubde/uitstekende ruggengraat. Ze slapen veel minder dan mensen, maar houden eens in het jaar een winterslaap die zes dagen duurt. Wanneer ze bedreigd worden, zijn ze in staat hun gezicht als een ballon op te blazen om roofdieren af te schrikken. Tevens kunnen ze goed klimmen, waardoor ze goed grotten, kloven en andere rotsformaties kunnen verkennen/beklimmen. De Denobulanen die te zien zijn in de Star Trekseries zijn veelal wetenschappers, hoewel van verschillende disciplines.
Verder hebben Denobulanen lange tongen, snelgroeiende teennagels die vaak geknipt moeten worden. Ook leven ze vrij lang, waardoor Dr. Phlox de tijd had om verschillende Academische graden op medisch gebied te behalen. Een ander lichamelijk kenmerk is hun brede glimlach, een effect dat door secundaire spieren rond de mond nog wordt versterkt. Het ras heeft genetische modificatie zonder gewelddadige gevolgen op zichzelf toegepast, in tegenstelling tot mensen, die volgens de Star Trektijdlijn vreselijke oorlogen hebben uitgevoerd nadat genetisch gemodificeerde mensen onder leiding van Khan Noonien Singh in 1992 een oorlog startten.
Een laatste opvallend kenmerk is dat Denobulanen polygaam zijn. Het is normaal om drie seksuele partners te hebben. Dr. Phlox beweert in de serie (ENT) dat de uitgebreide familie die volgt uit 31 personen bestaat. De paringsrituelen zijn mede daardoor erg complex. De mannen houden er niet van aangeraakt te worden en zijn ook erg preuts, wat opvallend is voor een ras dat op seksueel gebied erg ruimdenkend is.
Ze hebben normaliter geen huisdieren en hebben rond het jaar 2150 al erg lang geen televisie meer, omdat ze erin geloofden dat hun echte leven veel spannender was. Het ras is erg vreedzaam, maar waren lange tijd xenofoob.

## Verantwoording
- Deze pagina is gedeeltelijk vertaald van de Engelstalige versie van dit artikel.